# Daniel Kelly (atleta)
Daniel Joseph Kelly, detto Dan (Pueblo, 1º settembre 1883 – Fernie, 9 aprile 1920), è stato un lunghista statunitense.
Prese parte ai Giochi olimpici di Londra 1908 conquistando la medaglia d'argento nella sua specialità grazie a un salto di 7,09 m.

## Palmarès
| Anno | Manifestazione  | Sede   | Evento         | Risultato | Prestazione | Note |
| ---- | --------------- | ------ | -------------- | --------- | ----------- | ---- |
| 1908 | Giochi olimpici | Londra | Salto in lungo | Argento   | 7,09 m      |      |